# Anna Reynvaan Lezing
De Anna Reynvaan Lezing, vanaf 2023 Anna Reynvaan Event, is sinds 1999 een jaarlijks evenement in Amsterdam. De organisatie is in handen van Amsterdam UMC in samenwerking met V&VN, de Hogeschool van Amsterdam, Hogeschool Inholland en het blad TvZ. Het evenement wordt in het voorjaar gehouden in het ITA, voormalig Stadsschouwburg van Amsterdam. Te gast is een toonaangevende buitenlandse verpleegkundige die over een thema spreekt of wordt geïnterviewd. 
Het evenement is genoemd naar Anna Reynvaan (1844-1920), een Nederlandse verpleegster, die adjunct-directrice van het Buitengasthuis en in het Wilhelmina Gasthuis in Amsterdam was.

## Lijst van sprekers
- 1999: Joyce C. Clifford (Beth Israel Deaconess Medical Center in Boston) - Leadership through clinical excellence
- 2000: Nicky Cullum (Centre for Evidence Based Nursing, Universiteit van York, Groot-Brittannië) - Evidence Based Nursing: challenges and opportunities
- 2001: Dame June Clark (1941) (Universiteit van Wales in Swansea, Groot-Brittannië) - Preparing nurses for practice in the 21st Century
- 2002: Sheila Dinotshe Tlou (University of Botswana in Gaborone, Botswana - Nursing: a global perspective
- 2003: Peter Buerhaus (Vanderbilt University School of Nursing in Nashville, Tennessee, VS) - The importance of being a nurse: shortages, demographic trends, patient outcomes, public perceptions
- 2004: Marjorie Isenberg (College of Nursing, University of Arizona, Tucson, VS - Nurses Make a Difference
- 2005: Koen Milisen (Universitaire Ziekenhuizen Leuven en Katholieke Universiteit Leuven, België) - Met vallen en opstaan: de geriatrische verpleegkunde uit de kinderschoenen
- 2006: Nora Kearney (University of Stirling en Cancer Care Research Centre, Schotland) - Cancer Services: Who is in the Driving Seat?
- 2007: Cindy Peternelj-Taylor (University of Saskatchewan, Canada) - Engaging the Other; working with vulnerable populations
- 2008: Julie Morath (Children’s Hospitals and Clinics of Minnesota) - Patiënt safety in practice
- 2009: Cheri Lattimer uit Little Rock (Arkansas, VS) - Complexe patiënten
- 2010: Simon Stewart uit Melbourne in Australië - Klinische Observatie
- 2011: Irena Papadopoulos uit Londen - Culturele competentie
- 2012: Jürgen Osterbrink van het Institute of Nursing Science van de Paracelsus Universiteit te Salzburg, Oostenrijk - Pijn
- 2013: Ingalill Rahm Hallberg van het Pufendorf Institute of Advanced Studies aan de Universiteit van Lund in Zweden - Nursing research and practice: Can we improve the interaction?
- 2014: Dawn Stacey, Full Professor, School of Nursing, University of Ottawa, Canada - Shared Decision Making. What is the role for nurses?
- 2015: Martha Curley, hoogleraar Verpleegwetenschappen University of Pennsylvania School of Nursing in Philadelphia  - Family Centered Care
- 2016: Heimar de Fátima Marin, verpleegkundige en hoogleraar Health Informatics aan de universiteit van São Paulo in Brazilië - Patiëntveiligheid, verpleegkunde en ICT
- 2017: Mary D. Naylor, van de Universiteit van Pennsylvania - An Odyssey of Nursing's Leadership in Improving the Care of Older Adults.
- 2018: Cynda Rushton van de Johns Hopkins-universiteit in Baltimore, Maryland (VS) - Veerkracht in turbulente tijden.
- 2019: Wendy Chaboyer van de Griffith University, Australië - Familie- en patiëntparticipatie.
- 2020: Niet uitgesproken i.v.m. COVID-19-pandemie.
- 2021: Greta Cummings van de Universiteit van Alberta in Canada - Verpleegkundig leiderschap.
- 2022: Stijn Blot van de Universiteit Gent en University of Queensland - Infectiepreventie, verpleegkundigen in de cockpit.
- 2023: Lynn Gallagher-Ford (The Ohio State University) Columbus, Ohio - Evidence-based practise in de praktijk van alledag.
- 2024: Brigit Carter van de Duke University School of Nursing (DUSON) in Durham, North Carolina (VS) en Chief Diversity, Equity, and Inclusion Officer bij de American Association of Colleges in Nursing (AACN) - Diversiteit, Inclusie en Gelijkwaardigheid.
- 2025: Patricia C. Dykes van Harvard Medical School in Boston - Hoe werken met AI de zorg transformeert.

## Prijzen
Tijdens de lezing worden elk jaar drie prijzen uitgereikt, te weten:
- Anna Reynvaan Praktijkprijs voor het beste verpleegkundige project.
- Anna Reynvaan Wetenschapsprijs voor de beste verpleegkundige wetenschappelijke publicatie.
- Anna Reynvaan Studentenprijs voor het beste artikel van hbo-v studenten over het thema van de Anna Reynvaan Lezing.